# Manuel Iradier y Bulfy

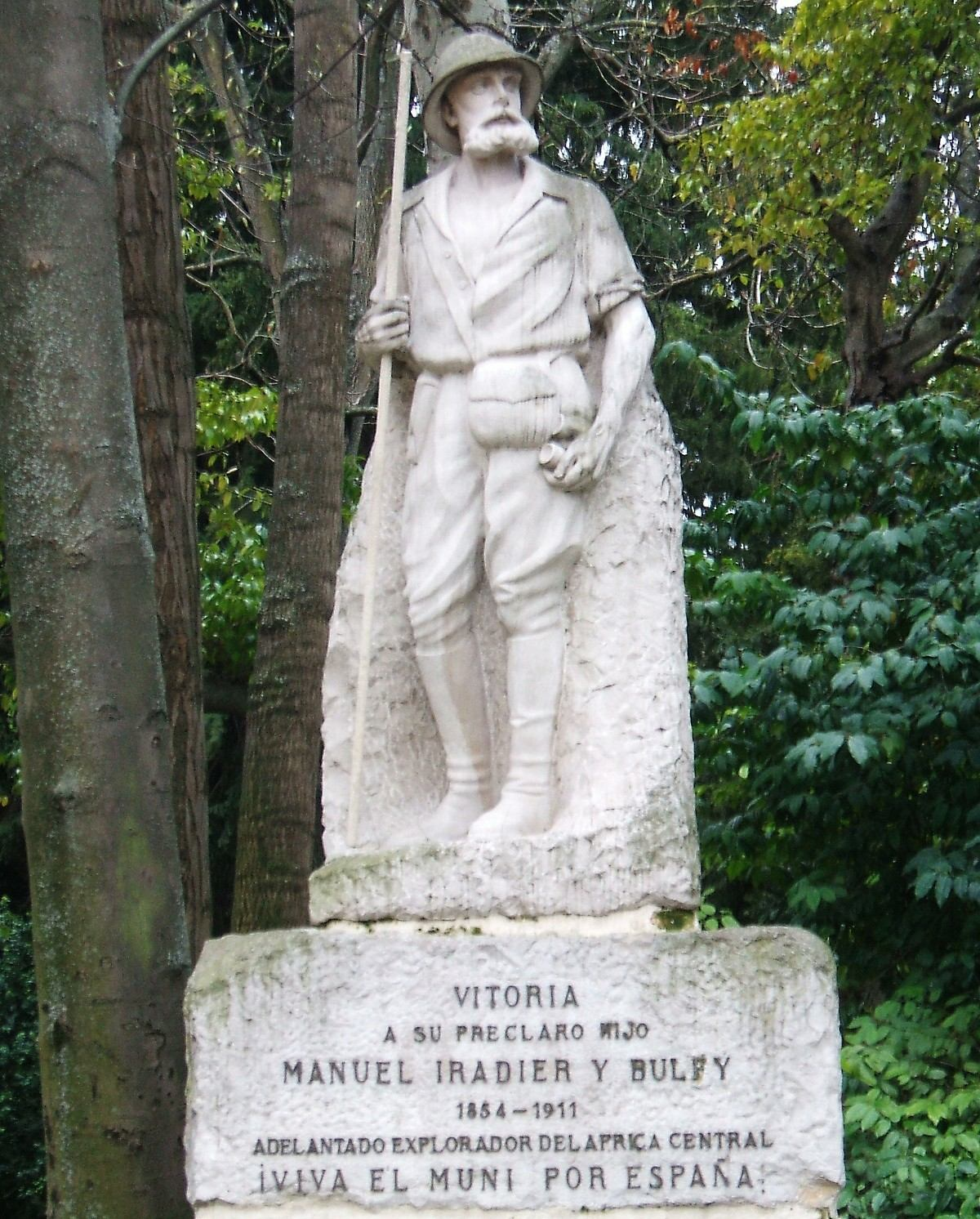
Monument a Manuel Iradier a Vitòria.

Manuel Iradier y Bulfy (Vitòria, 6 de juliol de 1854 - Valsaín, 9 de juliol de 1911) va ser un africanista i explorador espanyol, nascut a Vitòria, Àlaba. Va cursar estudis de filosofia i lletres, però les seves inquietuds personals i la possible influència de Henry Stanley el van impulsar cap a l'exploració científica.
Va realitzar dos viatges d'exploració a l'Àfrica Equatorial, dels quals va aconseguir realitzar una important compilació geogràfica, biològica, etnològica i lingüística; a més, de sentar les bases de la gestació política de la nació actualment coneguda com a Guinea Equatorial. Des del retorn del seu segon viatge, i després dels homenatges i les exposicions dels coneixements adquirits, Manuel Iradier es va dedicar a posar en pràctica la seva inventiva, creant un model de comptador automàtic d'aigua, un fototaquímetre, un nou procediment tipogràfic que escurçava les labors d'impremta, etc. A partir de 1901 va residir a Madrid, i el 1911 va morir a Valsaín, un poble de Segòvia on havia viscut els seus últims dies.

## Primer viatge a Àfrica
En 1868 va idear ja un viatge d'exploració a l'interior d'Àfrica. Això el va portar a la fundació d'una societat en el convenciment que era necessària la col·laboració d'altres persones que tinguessin les mateixes inquietuds. Aquesta societat la va denominar La exploradora, i fins a 1874 va realitzar grans treballs preparatoris per a l'esmentada expedició.
En 1874 va emprendre un viatge preparatori d'estudis des del golf de Guinea, des d'on partiria cap a l'interior. Durant el temps que va durar l'expedició, vuit-cents trenta dies, Iradier, acompanyat entre altres persones per la seva dona i la seva cunyada, va recórrer gairebé 1.900 quilòmetres, des d'Aye fins al riu Muni. Després de remuntar aquest va arribar fins a un altre riu, l'Utamboni, per intentar aconseguir la regió dels Grans Llacs, i des d'allí arribar a la desembocadura del Muni.
En l'exploració va visitar les illes de Corisco i Elobey Grande, així com Inguinna i el cap San Juan, l'esmentada Aye, els rius Muni, Utongo, Utamboni, i Bañe, així com dues cadenes muntanyenques, la serralada Paluviole i la serralada de Cristal. Des d'aquesta última va haver de retornar a causa de l'abandó de la majoria de l'escorta indígena. Va prendre contacte amb diversos pobles, com els benga, itemu, balenga, vico, bija, bapuku, bandemu i pamu. Mentre realitza aquest viatge, mor la seva filla Isabel, nascuda en el seu transcurs.

## Segon viatge a Àfrica
El segon viatge d'exploració es va iniciar poc temps després de finalitzat el primer, a la fi de 1877. A partir de les dades obtingudes va poder traçar els mapes de les zones visitades, que serien publicats per la Societat d'Africanistes i Colonistes de Madrid al seu retorn a Espanya; després d'aquest viatge la seva nau va haver de ser arreglada per Coello. D'aquest segon viatge també va obtenir vocabularis i gramàtiques de les llengües de les tribus que va visitar, així com nombroses anotacions sobre observacions astronòmiques, etnogràfiques, climatològiques i comercials.

## Treballs
- África. Viajes y trabajos de la Asociación Eúskara La Exploradora, Vitoria 1887 - Biblioteca Bascongada, A. P. Cardenal, Bilbao 1901